# Università Politecnica di Tomsk
L'Università Politecnica di Tomsk, TPU (in russo Томский политехнический университет?, ТПУ) è la più antica università tecnica della Russia ad est degli Urali.

## Storia
L'università è stata fondata nel 1896 ed aperta nel 1900 sotto il nome di Istituto tecnologico di Tomsk. Nel 1925 venne ribattezzata a Istituto tecnologico siberiano e nel 1930 fu suddiviso in cinque divisioni, di cui tre rimasero a Tomsk. Nel 1944, questi tre istituti si riunirono per formare un nuovo istituto, divenuto in seguito l'istituto politecnico di Tomsk.

### Denominazioni

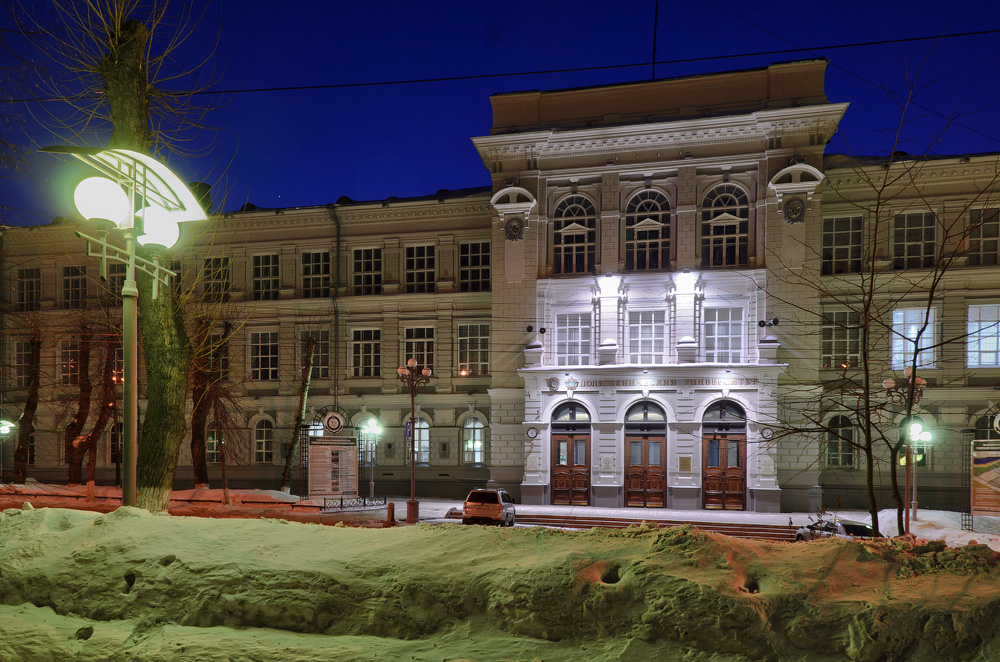
L'edificio principale di sera

| Nome originale                                  | Nome tradotto                              | Anni      |
| ----------------------------------------------- | ------------------------------------------ | --------- |
| Томский Технологический Институт                | Istituto Tecnologico di Tomsk              | 1896-1925 |
| Сибирский технологический институт              | Istituto Tecnologico Siberiano             | 1925-1930 |
| Сибирский механико-машиностроительный институт  | Istituto Siberiano di Ingegneria Meccanica | 1930-1934 |
| Краснознамённый Томский индустриальный институт | Istituto Industriale di Tomsk              | 1934-1944 |
| Томский политехнический институт                | Istituto Politecnico di Tomsk              | 1944-1991 |
| Томский политехнический университет             | Università Politecnica di Tomsk            | Dal 1991  |

## Struttura
L'università è organizzata in un dipartimento militare nelle seguenti scuole:
- Controllo e sicurezza non distruttivo
- Informatica e robotica
- Ingegneria energetica
- Ingegneria gestionale
- Ingegneria nucleare
- Ingegneria in nuove tecnologie di produzione
- Scienze della terra e ingegneria
- Scuola di formazione di ingegneria di base
- Scuola di ricerca di fisica dei processi ad alta energia
- Scuola di ricerca di chimica e scienze biomediche applicate

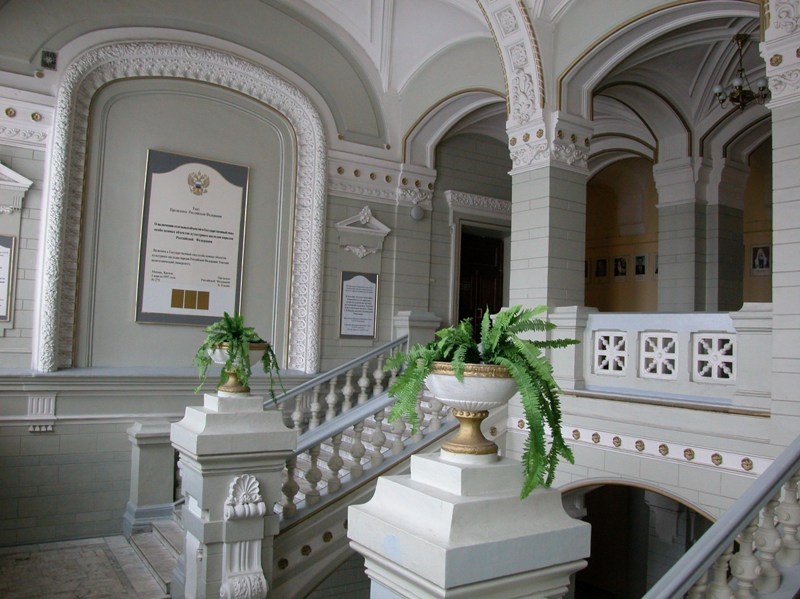
L'atrio dell'edificio principale

### Relazioni internazionali

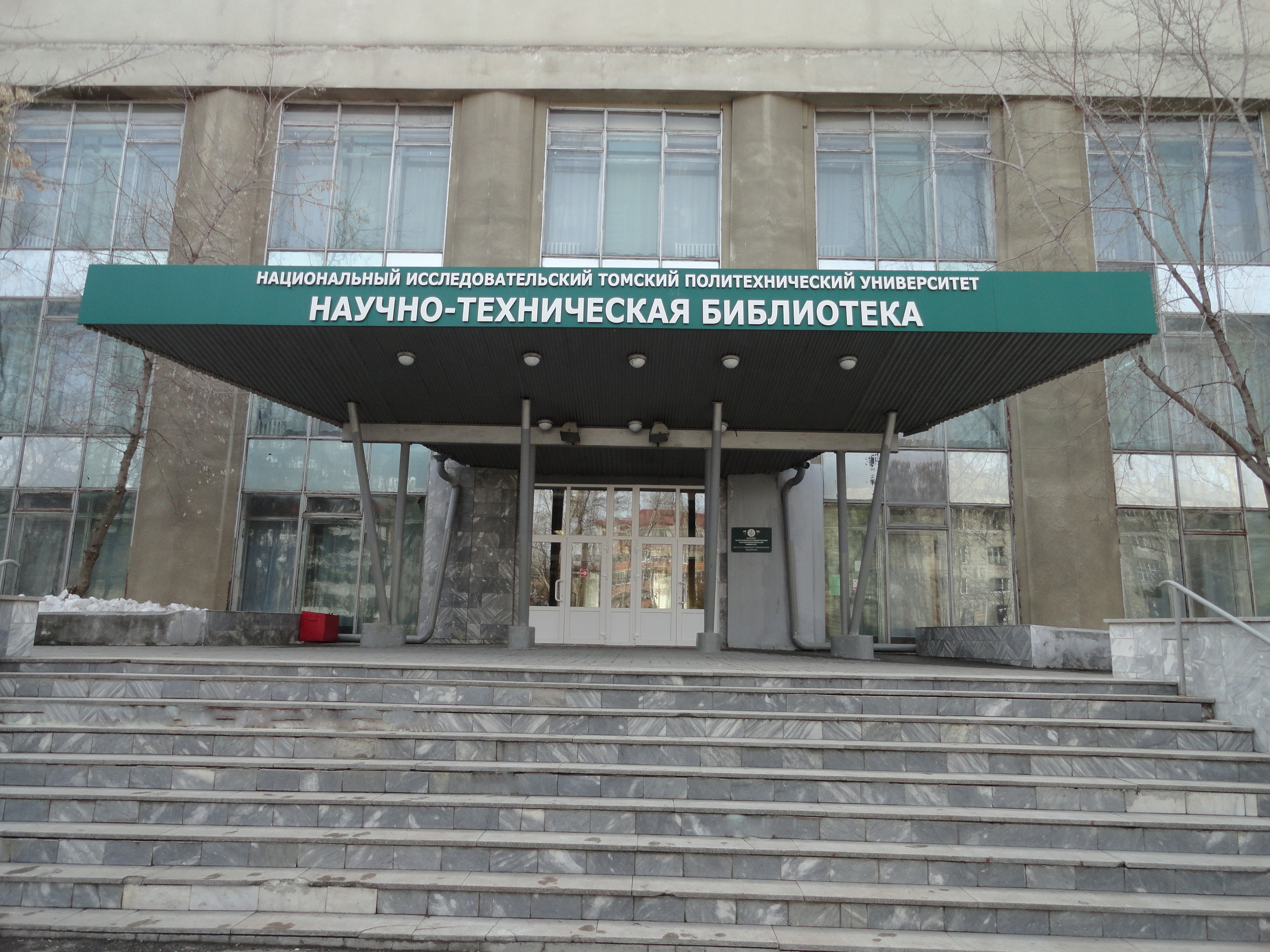
La biblioteca scientifico-tecnologica dell'Università Politecnica di Tomsk

L'Università intrattiene rapporti ed ha creato alcuni centri in collaborazione con enti esteri quali il Goethe-Institut, l'Università statale del Michigan, Università statale dell'Ohio e Università degli Studi di Messina.

## Rettori
- Pëtr Savelevich Čubik (dal 2014)